# Het zingende schip
Het zingende schip  (oorspronkelijke titel: The ship who sang) is een sciencefictionroman uit 1969 van de Amerikaanse schrijfster Anne McCaffrey. De Nederlandse uitgave verscheen pas negen jaar later in de serie Bruna SF. De roman is opgebouwd uit een zestal novellen (Bruna-uitgave) met een gemeenschappelijk thema.

## Synopsis
Hoofdpersoon in de verhalen is Helva. Zij wordt zwaar gehandicapt geboren, armen en benen functioneren nauwelijks. Zij moet daarom noodgedwongen een test ondergaan, waarbij er maar twee uitslagen mogelijk zijn: vernietiging of als ze slim genoeg is, ingekapseld worden in titanium. Helva heeft het geluk dat ze voor dat laatste geschikt is en krijgt vervolgens een opleiding op om als half mens, half machine zelfdenkende "machinist"/beheerder te worden van een ruimteschip. Ze treedt daarbij verplicht in dienst bij het Wereldcentrum om de schulden opgebouwd tijdens haar studie af te betalen. Helva krijgt als schip de XH-834 (H staat voor Helva) toegewezen, die koeriers met hun lading in de Melkweg moet rondbrengen. Haar eerste koerier is Jennan, die net als Helva een liefhebber is van muziek. Met hem begint ze te zingen en staat vanaf dan bekend als het zingende schip. In de verhalen krijgt ze steeds een andere koerier toebedeeld, waarbij de samenwerking uitstekend is of juist heel slecht. Dat alles in de verre toekomst ook mis kan gaan, blijkt uit haar tweede koerier Kira. Zij is een sombere vrouw, die er al een zelfmoordpoging op heeft zitten, maar toch wordt gezonden naar een planeet, waarbij Dood als hoogste doel van het leven geldt. In het laatste verhaal is ze weliswaar vrij, maar kiest er toch voor om voor het Wereldcentrum te blijven werken. Ze maakt opnieuw deel uit van een experiment naar snellere ruimtevluchten.
De zes titels van de hoofdstukken/verhalen:
1. Het zingende schip
2. Het rouwende schip
3. Het dodende schip
4. Een dramatische missie
5. Het veinzende schip
6. Het schip en haar metgezel

## Bijzonderheden
- de wijze waarop de gehandicapte mens in de introductie wordt neergezet (wegwerpartikel) en behandeld (een soort slavernij) werd een aantal jaren later als niet meer wenselijk bestempeld
- er verscheen nog een aantal vervolgverhalen waarbij McCaffrey soms nog als hoofdauteur optrad, soms als co-auteur